# Sumire Uesaka
Sumire Uesaka (上坂すみれ Uesaka Sumire?) (Prefectura de Kanagawa, Japón, 19 de diciembre de 1991) es una actriz de voz y cantante japonesa de la Kamakura, Kanagawa. Está asociada con Voice Kit. Ganó el premio a la Mejor Actriz Novata en la 10° entrega de los Seiyū Awards. Hizo su debut como cantante en abril de 2013 bajo King Records.

## Carrera

### Inicios
A los ocho años, Uesaka fue descubierta por Space Craft Junior Talent cuando se dirigía a casa tras un examen Eiken en Proficiencia Práctica del Inglés. Más tarde apareció en un anuncio publicitario japonés de Vidal Sassoon.
En 2009 empezó a aparecer en el programa de radio web Web radio @ Dengeki-Bunko, y entre septiembre de 2009 y diciembre de 2011 se convirtió en participante regular. Entre sus inspiraciones para convertirse en actriz de voz se encuentra su deseo de dar vida a su trabajo. Otra de sus inspiraciones fue la actriz de voz Haruko Momoi, a quien respeta tras ver Nurse Witch Komugi cuando todavía estaba en la escuela primaria. Uesaka describió la experiencia como "sorprendente", y fue entonces cuando decidió convertirse en seiyū. En abril de 2011 se unió a la sección de actrices de voz de Space Craft Entertainment. A partir del 7 de octubre de 2011 se convirtió en una personalidad del programa de radio web A&G NEXT GENERATION Lady Go!!.

### Actriz de voz
El 12 de agosto de 2011, se anunció en el Comic Market 80 que había sido elegida para la serie de anime televisivo de 2012 Papa no Iukoto o Kikinasai!. En enero de 2012 hizo su debut, prestando su voz a la heroína Sora Takanashi. Si bien había participado en algún papel menor en 2011, ese fue su primer papel como personaje protagonista. Más tarde, Tomohiro Matsu, autor original, e Itsuro Kawasaki, director del anime, indicaron que fue elegida, a pesar de algunos fallos técnicos, porque no se podían imaginar a nadie más como Sora. El mismo año interpretó a Sanae Dekomori, personaje de Chūnibyō Demo Koi ga Shitai!.
En abril de 2012 recibió su propio programa de radio, Uesaka Sumire's Armored Guards Infantry Regiment Broadcast (上坂すみれの装甲親衛歩兵連隊放送 Difusión del Regimiento de Infantería de Guardas Acorazados de Sumire Uesaka?), emitido en Nico Nico Live. El 26 de mayo de 2012 sirvió como Capitán por un día en el buque JDS Yamayuki, en la Fiesta de la Marina de Funabashi.
Debido a su familiaridad con Rusia y su ejército, fue elegida para doblar a Nonna, personaje de influencia rusa, en el anime Girls und Panzer. En el episodio 8 de la serie, la escuela rusa canta la canción soviética de la Segunda Guerra Mundial "Katiusha". Para interpretar bien la canción, Uesaka se encargó de enseñar a sus compañeras a pronunciar correctamente el ruso. Además, en el episodio 9 tararea la "Nana del Cosaco" (Казачья колыбельная песня), compuesta por Mijaíl Lérmontov. Dicha canción no estaba en el guion y fue improvisada por Uesaka.。
En diciembre de 2012, Uesaka viajó a Doha, Catar, para participar en una charla de la Feria Internacional del Libro de Doha de 2012, en la que Japón era el país invitado. Allí, Uesaka expresó su interés en involucrarse en la diplomacia cultural que exporta Japón y animar a los japoneses a comunicarse con países extranjeros. Como parte de esa "diplomacia cultural", Uesaka viajó a Moscú, Rusia, en noviembre de 2013 para participar en la convención J-FEST2013. Le acompañó el diplomático de la cultura pop Takamasa Sakurai.
Ha sido condecorada, junto con sus colegas Rie Takahashi y Aimi Tanaka, con el premio "Mejor Actriz Revelación" en la 10° edición de los Seiyū Awards.
El 4 de septiembre de 2020, anunció que dejó Space Craft Entertainment y ahora trabaja como freelancer. El 1 de marzo del 2021 anunció que se uniría a la agencia Voice Kit.

### Carrera en la lucha libre profesional
Uesaka hizo su debut en la lucha libre profesional el 20 de abril de 2025 en el evento Kanda Myojin Cultural Exchange Center presenta Las Vegas Series ~Neshin~, donde ganó el Campeonato Ironman Heavymetalweight, por un corto período de tiempo.

## Vida personal
Uesaka es una gran fan de Rusia y de su historia, cultura, ejército, literatura y arte. Su interés se remonta a la época en que era estudiante de décimo grado, en su primer año de instituto, cuando oyó por casualidad el himno nacional de la Unión Soviética. Desde entonces empezó a desarrollar un interés en Rusia y se dedicó a estudiar acerca de la sociedad, historia e idioma ruso por su cuenta.
En abril de 2010 entró en la Facultad de Estudios Extranjeros de la conocida Universidad Sofía de Tokio, tras una recomendación del Instituto de la Universidad Femenina de Kamakura, donde se graduó. En la universidad se especializó en Estudios Rusos. El 10 de julio de 2012 recibió el Premio de Estudios de la Universidad de Sophia por su excelente trabajo. El 27 de marzo de 2014 informó en su blog y en su Twitter que se había graduado. 
A Uesaka le gusta estudiar idiomas, y además de ruso, sabe hablar inglés y chino, habiendo aprobado varios exámenes de proficiencia de idiomas. También le gusta la moda lolita, y es modelo para la marca de ropa "Baby, The Stars Shine Bright". Sus sesiones de fotos se publican con frecuencia en Keram, Gothic & Lolita Bible, y otras revistas conocidas.

### Apodos
Dado su interés en Rusia, sus fanes la conocen cariñosamente con el apodo de Sumipe (すみぺ Sumipe?), ya que la letra R se parece a la P en el alfabeto cirílico ruso. Otros apodos incluyen Suminya (スミーニャ?), porque le gusta llevar accesorios nekomimi, y Gundanchō (軍団長 Comandante de Cuerpo?), debido a su interés en el ejército, especialmente en tanques, y su programa de radio. Tras su papel como Sanae Dekomori en Chūnibyō Demo Koi ga Shitai!, recibió su propio "nombre chūnibyō", Violence Violet Vodka (バイオレンス・バイオレット・ウオッカ?).

## Filmografía

### Anime
| Lista de roles interpretados |
| --- |
| 2006 - Fushigiboshi no Futagohime Gyu! (March) 2011 - Pretty Rhythm: Aurora Dream (Joven C [ep 25]) 2012 - Chō Soku Henkei Gyrozetter (Kirari Tsukisato) - Chūnibyō Demo Koi ga Shitai! (Sanae Dekomori) - Girls und Panzer (Nonna, Piyotan) - Kokoro Connect (Kaoru Setouchi [ep 7]) - Papa no Iukoto o Kikinasai! (Sora Takanashi) - Sengoku Collection (Annihilate Princess Mogami Yoshiaki [eps 15, 22]) 2013 - Fantasista Doll (Manai Hatsuki) - Genshiken Nidaime (Rika Yoshitake) - GJ-bu as Tamaki Kannazuki - Mushibugyō (Irori) - Namiuchigiwa no Muromi-san (Sumida-san) - Outbreak Company (Elvia Hanaiman) - Sekai de Ichiban Tsuyoku Naritai! (Kurea Komiyama) 2014 - Chūnibyō Demo Koi ga Shitai! Ren (Sanae Dekomori) - Cross Ange: Tenshi to Ryū no Rinbu (Momoka Oginome) - Hōzuki no Reitetsu (Peach Maki) - Inugami-san to Nekoyama-san (Yachiyo Inugami) - Kantai Collection -Kan Colle- (Fubuki)Sōryū, Hiryū - Nobunagun (Gariko/Galileo Galilei) - Z/X Ignition (Reia Sento) 2015 - Show by Rock!! (ChuChu) - Overlord (Shalltear Bloodfallen) - Plastic Memories (Eru Miru) 2016 - Ange Vierge (Ageha Sanagi) - Musaigen no Phantom World (Mai Kawakami) - The Powerpuff Girls (Doblaje Japonés) como Bubbles 2017 - Aho Girl (Fuki Iincho) - Inuyashiki (Mari Inuyashiki) - Isekai wa smartphone to tomo ni (Leen) 2018 - Kishuku Gakkou no Juliet (Anne Sieber) - Pop Team Epic (Pipimi) 2019 - BanG Dream! (Chisato Shirasagi) - Star Twinkle PreCure (Mao/Yuni/Blue Cat/Cure Cosmo y Virgo) - Nande Koko ni Sensei ga!? (Kana Kojima) - Araburu Kisetsu no Otome-domo yo (Rika Sonezaki) 2020 - Koisuru Asteroid (Mari Morino) - Hatena Illusion (Kokomi Kikyōin) - Kyoko Suiri (Karin Nanase) - Shachō, Battle no Jikan Desu! (Valmi) - Goblin Slayer: Goblin's Crown (Noble Fencer) - Tonikaku Kawaii (Aya Arisagawa) 2021 - Ijiranaide, Nagatoro-san (Hayase Nagatoro) - Kageki Shoujo!! (Sawa Sugimoto) - Jahy-sama wa Kujikenai! (Kyoko Jingu) 2022 - Urusei Yatsura (2022) (Lum Invader) 2023 - Ijiranaide, Nagatoro-san: 2nd Attack (Hayase Nagatoro) - Spy Kyōshitsu (Thea) - Tonikaku Kawaii 2 (Aya Arisagawa) - Isekai wa smartphone to tomo ni 2 (Leen) - Watashi no Yuri wa Oshigoto Desu! (Yano Mitsuki) - Megami no Cafe Terrace (Kikka Makuzawa) - Temple (Kagura Baldwin) - Kimi no Koto ga Dai Dai Dai Dai Daisuki na 100-nin no Kanojo (Hahari Hanazono) 2024 - Yoru no Kurage wa Oyogenai (Miiko) - Tokidoki Bosotto Russia-go de Dereru Tonari no Alya-san (Alisa Mikhailovna Kujou) - Grendizer U (Sayaka Yumi) |

### Videojuegos
| Lista de roles interpretados |
| --- |
| 2012 - Game Demo Papa no Iu Koto wo Kikinasai! (Sora Takanashi) - Corpse Party Anthology: Sachiko's Game of Love Hysteric Birthday 2U (Ran Kobayashi) - Kokoro Connect Yochi Random (Kaoru Setouchi) - The Idolmaster Cinderella Girls (Anastasia) 2013 - Kantai Collection (8 buques distintos) 2014 - Atelier Shallie: Alchemists of the Dusk Sea (Shallotte Elminus) - Chō Megami Shinkō Noire: Gekishin Black Heart (Riddo) - Danganronpa Another Episode: Ultra Despair Girls (Jatarō Kemuri) 2015 - League of Legends (Jinx) 2020 - Magia Record (Yuuna Kaharu) 2021 - Uma Musume Pretty Derby (Agnes Tachyon) - NEO: The World Ends With You (Kanon Tachibana) 2024 - Girls' Frontline 2 (Mosin Nagant) |

## Discografía

### Sencillos
| Año  | Detalles                                                            | Detalles            | Detalles                                       | Posición más alta en Oricon | Álbum                                          |
| Año  | Canción                                                             | Lanzamiento         | Uso                                            | Posición más alta en Oricon | Álbum                                          |
| ---- | ------------------------------------------------------------------- | ------------------- | ---------------------------------------------- | --------------------------- | ---------------------------------------------- |
| 2013 | Nanatsu no Umi yori Kimi no Umi (七つの海よりキミの海?)             | 24 de abril de 2013 | Tema de apertura de Namiuchigiwa no Muromi-san | 13                          | Kakumeiteki Broadway Shugisha Doumei           |
| 2013 | Genshi, Joshi wa, Taiyou Datta. (げんし、女子は、たいようだった。?) | 10 de julio de 2013 | Tema de apertura de Genshiken Nidaime          | 23                          | Kakumeiteki Broadway Shugisha Doumei           |
| 2014 | Parallax View (パララックス・ビュー?)                               | 5 de marzo de 2014  | Tema de cierre de Hōzuki no Reitetsu           | 14                          |                                                |
| 2014 | Kitare! Akatsuki no Doshi (来たれ!暁の同志?)                        | 16 de julio de 2014 | -                                              | 26                          |                                                |
| 2018 | Pop Team Epic                                                       | 31 de enero de 2018 | Tema de apertura de Pop Team Epic              | 10                          | No Future Vacances (ノーフューチャーバカンス?) |

### Álbumes
| Año  | Detalles | Posición más alta en Oricon |
| ---- | --- | --------------------------- |
| 2014 | Kakumeiteki Broadway Shugisha Doumei (革命的ブロードウェイ主義者同盟?) - Lanzamiento: 8 de enero de 2014 - Discográfica: Starchild Records (KICS-1983) | 9                           |

## Campeonatos y logros
- DDT Pro-Wrestling
  - Ironman Heavymetalweight Championship (1 vez)[14]